# Mouvement ouvrier social-national breton
 (juin 2018).
- Si vous ne connaissez pas le sujet, laissez ce bandeau (vous pouvez alors contacter les auteurs).
- Si vous supprimez le contenu mis en cause (vous pouvez préalablement contacter les auteurs),

argumentez précisément cette suppression dans la page de discussion
(un manque de référence n'est pas un argument ; une recherche réelle de référence doit avoir été effectuée, être formellement documentée).

Le drapeau adopté par le groupe.

Le Mouvement ouvrier social-national breton est un ancien groupuscule (7 membres) fondé en 1941 par Théophile Jeusset. Il est issu d'une fraction déviationniste du Parti national breton et il disparaît la même année.
Son programme en 25 points repose sur le principe d'un « État populaire breton fait pour le peuple et par le peuple », s'intégrant dans le nouvel ordre européen, rejetant « le degaullisme, dernier soubresaut de la bourgeoisie bretonne », et qui s'appuyant sur « la classe paysanne, la plus nombreuse de Bretagne », revendiquant « le pain pour les Bretons, la paix avec l'Europe et la liberté pour la Bretagne », étant donné qu'il ne fallait compter « ni sur l'Angleterre, ni sur la France, ni sur l'Allemagne pour les acquérir », mais seulement « sur la force et la confiance qu'on pouvait avoir dans le peuple breton »[réf. souhaitée].
Ayant adopté pour drapeau un étendard (imaginé par Olier Mordrel quelques années auparavant) ressemblant aux bannières nazies (hermine noire au centre d'un cercle blanc sur champ rouge vif « sang d'ouvrier »), Théophile Jeusset recruta quelques disciples dans les ateliers et les usines d'Ille-et-Vilaine et organisa une vingtaine de réunions dans les arrière-salles des bistrots de Rennes.
Organisation peu sérieuse, son fondateur renonça à la dialectique et passa à l'action directe avec le petit groupe de communistes-autonomistes qu'il avait ralliés à sa cause. Il reprit alors une campagne de graffiti dirigée contre le préfet Ripert, et envoya quelques-uns de ses camarades dans le jardin des plantes de Rennes, pour casser nuitamment à coup de marteau la figure statufiée du « traître » Du Guesclin.